# Viam
Viam ist eine französische Gemeinde mit 85 Einwohnern (Stand 1. Januar 2022) im Département Corrèze in der Region Nouvelle-Aquitaine. Die Einwohner nennen sich Viamois(es).

## Geografie
Die Gemeinde liegt im Zentralmassiv auf dem Plateau de Millevaches und somit auch im Regionalen Naturpark Millevaches en Limousin. Der Ort liegt am Nordufer der Vézère und des Lac de Viam.
Tulle, die Präfektur des Départements, liegt ungefähr 50 Kilometer leicht südwestlich, Limoges etwa 60 Kilometer nordwestlich und Ussel rund 40 Kilometer südöstlich.
Nachbargemeinden von Viam  sind Tarnac im Norden, Toy-Viam im Nordosten, Bugeat im Osten, Gourdon-Murat im Südwesten, Lestards im Südwesten, Saint-Hilaire-les-Courbes im Westen sowie Lacelle im Nordwesten.

### Verkehr
Der Ort liegt ungefähr 35 Kilometer nordwestlich der Abfahrt 23 der Autoroute A89.

## Wappen
Beschreibung: In Silber ein bewurzelter grüner Laubbaum mit roter Taube auf dem Wipfel unter einem blauen Schildhaupt mit drei fünfstrahligen goldenen Sternen.

## Einwohnerentwicklung
| Jahr      | 1962 | 1968 | 1975 | 1982 | 1990 | 1999 | 2007 | 2016 |
| Einwohner | 150  | 213  | 160  | 141  | 133  | 132  | 118  | 100  |

## Sehenswürdigkeiten

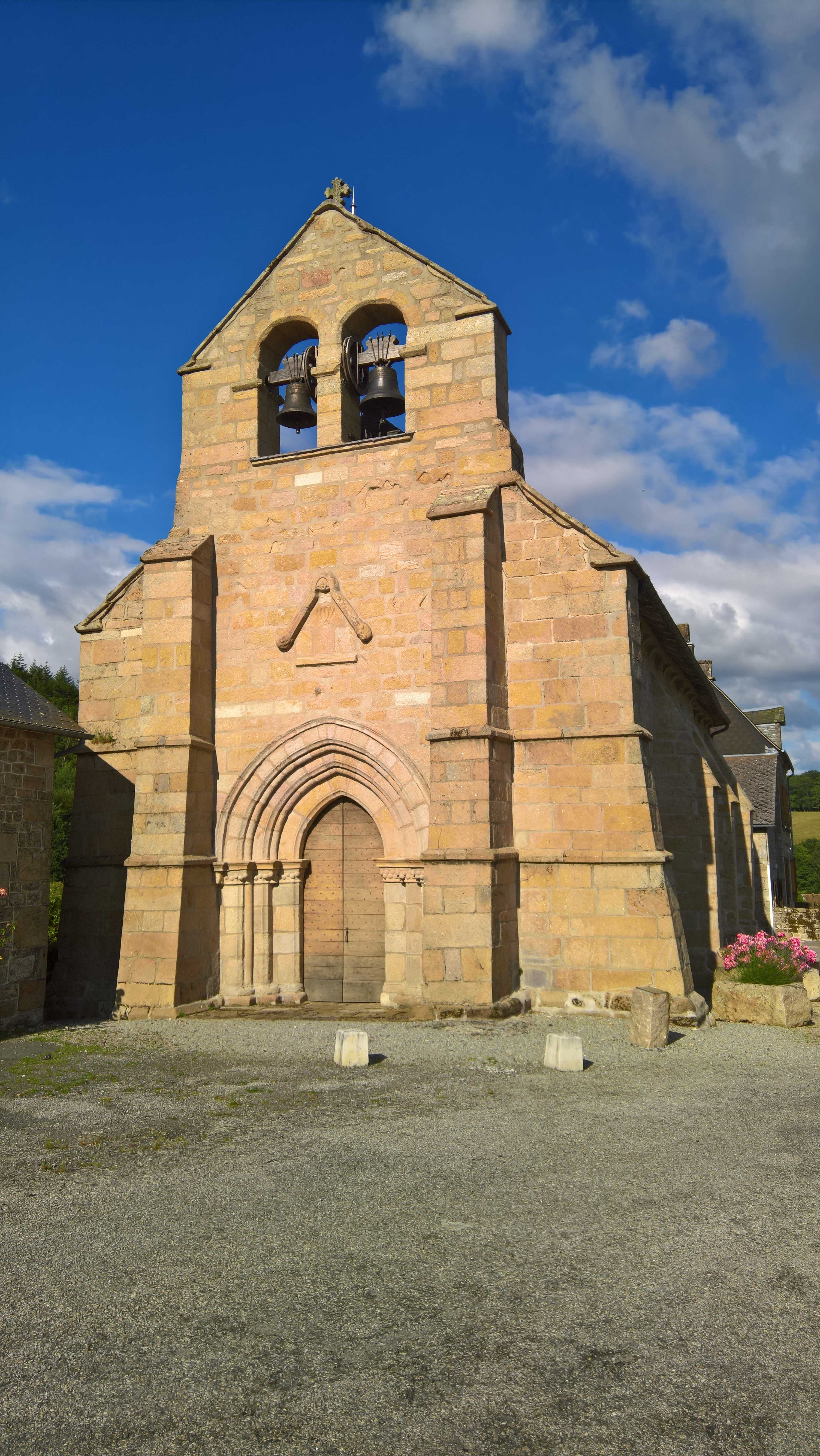
Kirche Saint Martin

- Die Kirche Saint Martin, ein Sakralbau aus dem 12. und 13. Jahrhundert, seit 1976 als Monument historique klassifiziert.[3]
- Der Lac de Viam, ein Stausee der Vézère von 171 ha Größe, gelegen auf einer Höhe von 695 m, fertiggestellt im Jahre 1946.[4]
- Die Talsperre Monceau la Virolle, staut die Vézère zum Lac de Viam, genutzt als Wasserkraftwerk durch die Électricité de France.[5]

## Persönlichkeiten
- Richard Millet (* 1953), französischer Schriftsteller, in Viam geboren.